# مرافق منقولة مصفوفة
في الرياضيات، مرافق منقولة مصفوفة A (بالإنجليزية: Conjugate transpose)‏ مداخلها أعداد عقدية هي مصفوفة عادة ما يرمز إليها ب *A أو AH وتساوي في الأعداد الصحيحة A T ، يحصل عليها بتحديد منقولة المصفوفة فتحديد مرافق مداخلها، مدخلا مدخلا. قد يسمى أيضا منقولة هيرميتية أو مرافق هيرميتي نسبة إلى تشارلز هيرمت.
{\displaystyle (\mathbf {A} ^{*})_{ij}={\overline {\mathbf {A} _{ji}}}}

## مثال
إذا كانت
{\displaystyle \mathbf {A} ={\begin{bmatrix}3+i&5&-2i\\2-2i&i&-7-13i\end{bmatrix}}}
فإن
{\displaystyle \mathbf {A} ^{*}={\begin{bmatrix}3-i&2+2i\\5&-i\\2i&-7+13i\end{bmatrix}}}

## وصلات خارجية
- Hazewinkel, Michiel, ed. (2001), "Adjoint matrix", Encyclopedia of Mathematics  [لغات أخرى]‏ (بالإنجليزية), Springer, ISBN:978-1-55608-010-4
- إيريك ويستاين، Conjugate Transpose، ماثوورلد Mathworld (باللغة الإنكليزية).
- Conjugate transpose على بلانيت ماث